# Vranjačka rijeka
Vranjačka Rijeka je potok koji cijelom svojom dužinom teče kroz selo Vranjak u Opštini Modriča, sjeverni dio Republike Srpske, BiH. Izvire ispod sjevernih obronaka planine Trebave. Uliva se u rijeku Bosnu. Nastaje od tri potoka: Zorin potok, Kovačev potok i Stjepića potok.